# Opus (musica)
Opus (abbreviato in Op., al plurale in Opp.) è una parola latina che significa lavoro o opera. In ambito musicale questo termine seguito da un numero indica una composizione di un autore secondo una catalogazione ufficiale.

## Storia
Sin dal XVII secolo i lavori di molti compositori sono stati identificati dal loro numero di opus. Attorno al 1800 il numero di opus veniva assegnato dagli editori che pubblicavano in un unico volume più lavori, generalmente in gruppi di 3, 6 o 12. Il numero di opus finiva così per non avere una diretta relazione con l'ordine cronologico: le opere non pubblicate, ad esempio, mancano di numero di opus. Era anche possibile che si verificassero buchi di numerazione o duplicazioni, ciò anche in considerazione che spesso vi erano più editori che pubblicavano opere di uno stesso autore. Alcuni numeri di opus, come per esempio quelli di Mozart sono così inutili da non essere più utilizzati per identificarne i lavori. Nel caso di un'unica pubblicazione con più brani indipendenti, i singoli brani vengono riconosciuti numerandoli progressivamente: esempio i quartetti d'archi di Joseph Haydn
conosciuti come Haydn Op. 76 si compongono di 6 quartetti identificati come Op. 76 N. 1, Op. 76 N. 2 ecc.
A partire dal 1800, sull'esempio di Beethoven, il numero di opus cominciò ad essere assegnato direttamente dall'autore e veniva solitamente assegnato ai singoli lavori (anche se alcuni compositori continuarono ad assegnare il numero ad insiemi come pezzi per piano e canzoni). Gradualmente si perse quindi il legame tra numero di opus e pubblicazione e, a partire dal 1900 molti compositori, assegnarono un numero anche a lavori che non necessariamente sarebbero stati pubblicati. In conseguenza di ciò il numero di opus, quando presente, è una buona guida per la cronologia di una composizione, sebbene non sia sempre affidabile.

## Opere postume, opere senza opus (WoO), opus doppi
Le opere senza numero di opus vengono in genere catalogate come WoO (Werk ohne Opuszahl, Opera senza un numero di Opus), anche se in qualche caso alle opere rinvenute in tempi successivi è stato assegnato un numero di opus (consecutivo rispetto alle opere pubblicate in vita). I numeri di WoO sono stati utilizzati specialmente per i lavori di Beethoven.
Le opere postume vengono in genere etichettate come Op. posth., ma anche in questo caso sono presenti eccezioni alla regola. Per esempio Mendelssohn/Bartholdy pubblicò in vita tre sinfonie (Op. 11, Op. 52, e Op. 56). Dopo la sua morte furono pubblicate due altre sinfonie (la quarta, Italiana, e la quinta, Riforma) a cui furono assegnati i numeri Op. 90 ed Op. 107.
In alcuni casi l'autore è stato così accurato da assegnare un numero di Opus anche ai lavori di revisioni, accade così che la quarta sinfonia di Prokofiev sia catalogata come Op. 47 ma anche come Op. 112.

## Le abbreviazioni
In molti casi i lavori di un compositore sono stati catalogati da uno studio particolarmente autorevole da costituire poi un riferimento per tutti gli altri.
- Karl Friedrich Abel. Oltre a far riferimento al numero di opus originario (es. le Sinfonie Op. 17) viene utilizzato un numero di catalogo assegnato da Walter Knape nella sua Bibliographisch-thematisches Verzeichnis der Kompositionen von Karl Friedrich Abel
- Carl Philipp Emanuel Bach. I lavori hanno due sistemi di numerazione: quella che prende il nome da Alfred Wotquenne (abbreviata in Wq.) e pubblicata in un lavoro del 1905; e quella, giudicata più completa ed aggiornata, che prende il nome da E. Eugene Helm (abbreviata in H.), e pubblicata nel 1989 con il titolo Thematic Catalogue of the Works of C.P.E. Bach.
- Johann Christian Bach. I numeri assegnati dagli editori originali sono talvolta contrastanti (per esempio Op. 18 è stato utilizzato per Sei grandi Ouverture, Due sinfonie e Quattro sonate e due duetti). C.S. Terry ha pubblicato nel 1967 un volume dedicato all'autore: il numero di pagina ed il numero di incipit usati da Terry vengono utilizzati come catalogo.
- Johann Sebastian Bach. Si usa la sigla BWV (Bach-Werke-Verzeichnis) utilizzata nel catalogo di Wolfgang Schmieder.
- Wilhelm Friedemann Bach. Si usa la numerazione che Martin Falck ha proposto nel 1913 che si abbrevia in F.
- Ludwig van Beethoven. I lavori hanno due principali sistemi di numerazione: quella che prende il nome da Willy Hess (abbreviata in H) e pubblicata la prima volta nel 1957; e quella, più diffusa, che prende il nome da Georg Kinsky e Hans Halm (numerazione Kinsky/Halm), e pubblicata nel 1955.
- Dietrich Buxtehude. Si usa la sigla BuxWV (Buxtehude-Werke-Verzeichnis) utilizzata nel catalogo di Georg Karstädt.
- Marc-Antoine Charpentier. Si usa la numerazione proposta da Hugh Wiley Hitchcock che si abbrevia in H.
- George Frideric Handel. Si usa la sigla HWV (Händel-Werke-Verzeichnis) utilizzata nel catalogo di Bernd Baselt .
- Joseph Haydn. Si usa la numerazione del catalogo Hoboken, proposta da Anthony van Hoboken nel 1957 che si abbrevia in Hob.
- Franz Liszt. I lavori hanno due sistemi di numerazione: quella che prende il nome da Humphrey Searle (abbreviata in S) e pubblicata negli anni sessanta; e quella che prende il nome da Peter Raabe (abbreviata in R), e pubblicata nel 1931 con il titolo Franz Liszt: Leben und Schaffen.
- Felix Mendelssohn Bartoldy. Si usano i numeri di opus tradizionali delle pubblicazioni, e i numeri del più completo catalogo MWV, pubblicato da Ralf Wehner nel 2009.
- Wolfgang Amadeus Mozart. I numeri di opus sono stati praticamente soppiantati dalla catalogazione proposta da Ludwig von Köchel e che si abbrevia in K. Nei paesi di lingua tedesca si utilizza anche l'abbreviazione KV (che sta per Köchel-Verzeichnis).
- Niccolò Paganini. Oltre ai numeri d'opera delle pubblicazioni a stampa, si usa la catalogazione Moretti-Sorrento, abbreviata in MS.
- Antonio Rosetti. I lavori sono stati catalogati da Sterling E. Murray e talvolta si utilizza anche la numerazione proposta nel 1912 da Oskar Kaul. Accade così che il popolare brano "La Chasse" sia numerato come "Murray A20/Kaul I:18."
- Domenico Scarlatti. I lavori hanno due sistemi di numerazione: quella che prende il nome da Alessandro Longo (abbreviata in L); e quella che prende il nome da Ralph Kirkpatrick e che si abbrevia in K.
- Franz Schubert. Si usa la numerazione proposta da Otto Erich Deutsch che si abbrevia in D.
- Antonio Soler. Si usa la numerazione proposta da Padre Samuel Rubio che si abbrevia in R.
- Antonio Vivaldi. Si usa la numerazione proposta da Peter Ryom che si abbrevia in RV(Ryom-Verzeichnis).
- Richard Wagner. Viene usata la sigla WWV (Wagner-Werke-Verzeichnis) che include anche lavori in campi diversi dalla musica.
- Come parodia, ai lavori di P. D. Q. Bach sono assegnati dei numeri di "Schickele", in riferimento a Peter Schickele, lo scopritore dei lavori, ed in realtà il loro autore!